# Ласагуррія
Ласагуррія (ісп. Lazagurría) — муніципалітет в Іспанії, у складі автономної спільноти Наварра. Населення — 202 особи (2009).
Муніципалітет розташований на відстані близько 260 км на північний схід від Мадрида, 60 км на південний захід від Памплони.

## Демографія
Динаміка населення (INE ):